# Mauranthemum gaetulum
Mauranthemum gaetulum là một loài thực vật có hoa trong họ Cúc. Loài này được (Batt.) Vogt & Oberpr. mô tả khoa học đầu tiên năm 1995.